# Wälder um Welver
Koordinaten: 51° 37′ 18″ N, 7° 58′ 44″ O

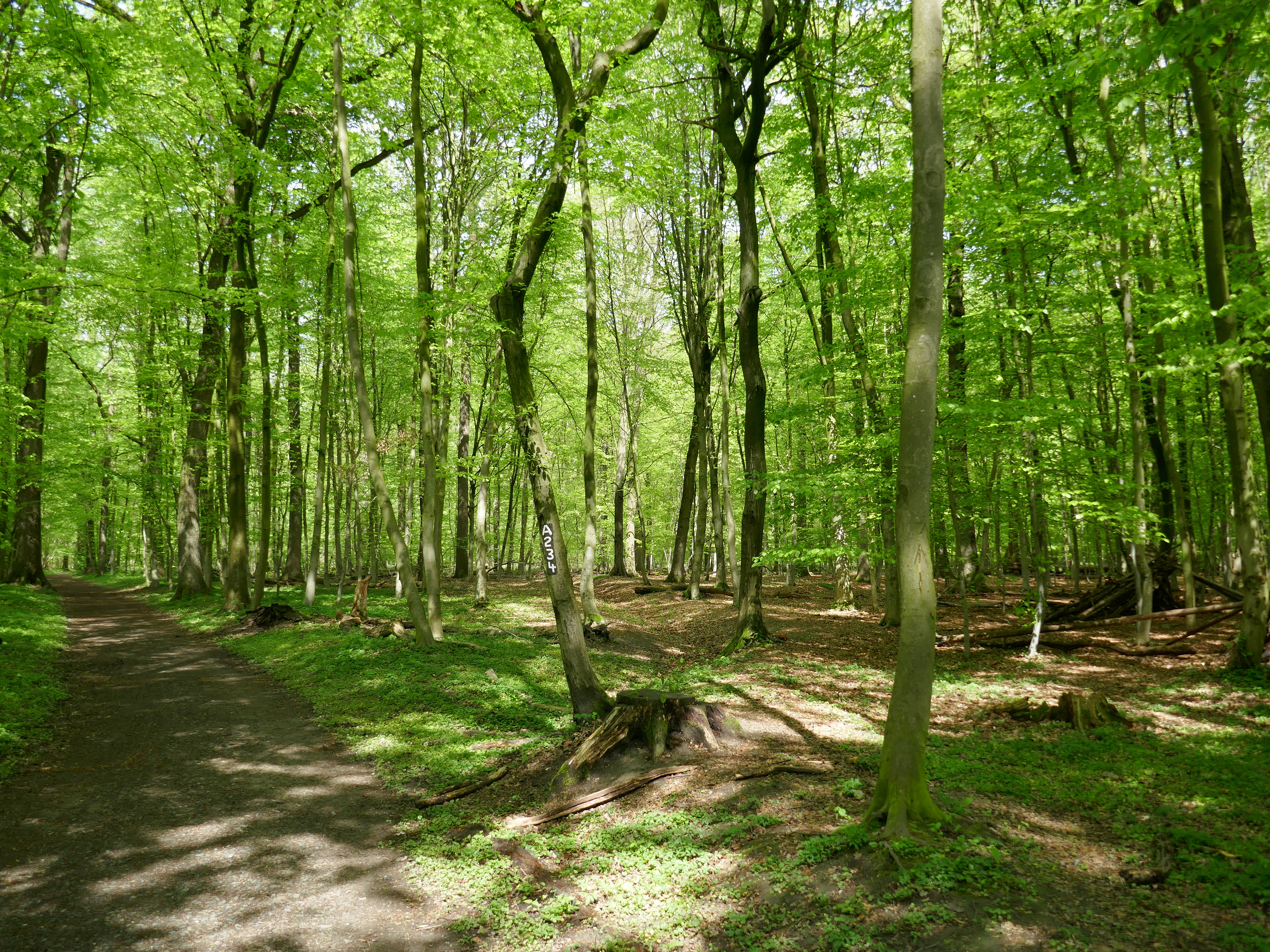
Wälder um Welver

Das Naturschutzgebiet Wälder um Welver liegt auf dem Gebiet der Gemeinde Welver im Kreis Soest in Nordrhein-Westfalen. Das Gebiet erstreckt sich nördlich und östlich des Kernortes Welver direkt anschließend an den Kernort. Durch das Gebiet verlaufen die Landesstraßen L 747 und L 795.

## Bedeutung
Für Welver ist seit 2003 ein 310,0 ha großes Gebiet unter der Schlüsselnummer SO-056 als Naturschutzgebiet ausgewiesen.